# Kasteel van Champignolle
Het Kasteel van Champignolle (Frans: Château de Champignolle) is een kasteel in de Franse gemeente La Tagnière.
Het kasteel gaat terug op een middeleeuwse versterkte woning waarvan enkel de grachten en de funderingen bewaard zijn gebleven. Het kasteel werd gebouwd in de zeventiende eeuw en verbouwd in de negentiende eeuw.
Het kasteel bestaat uit een hoofdgebouw met twee verdiepingen onder een mansardedak en twee zijvleugels. De gevel en het dak van het kasteel zijn beschermd. Het kasteel staat in een park ontworpen door Édouard André in de negentiende eeuw. Daarin bevinden zich onder andere een gemetste visvijver en een serre.